# Giovanni Ragone
Giovanni Ragone (Busto Arsizio, 21 marzo 1951) è un sociologo e studioso di letteratura italiano.
Dal 2008 professore ordinario di sociologia dei processi culturali e comunicativi, dal 2009 al 2014 direttore del DigiLab dell'Università "La Sapienza" di Roma, dal 2021 coordinatore del Consiglio Tecnico Scientifico del Centro di Eccellenza del Distretto delle tecnologie per la cultura del Lazio. Ha scritto saggi di storia sociale dell’editoria, mediologia (mediology, médiologie), mediologia della letteratura, serialità, teoria della pubblicità, comunicazione dei beni culturali. È stato inoltre un consulente dei ministri per l'università e la ricerca dei due governi Prodi (1996-1998 e 2006-2008).

## Biografia
Si è laureato in lettere nel 1973 con Natalino Sapegno, Alberto Asor Rosa e Alberto Abruzzese presso l'Università "La Sapienza" di Roma. Tra il 1981 e il 1995 si è formato come ricercatore presso la stessa Università, dove ha insegnato sociologia della letteratura e ha contribuito alla fondazione di una storiografia sociale e mediologica dell'editoria italiana. Negli stessi anni è stato dirigente nazionale della CGIL scuola, componente eletto del Consiglio Universitario Nazionale, e dirigente nazionale del PDS; è stato in seguito tra gli attori della riforma universitaria come consigliere per l'università e la formazione superiore del ministro Luigi Berlinguer (1996-1998). Dal 1998 ha insegnato sociologia dei processi culturali e della comunicazione all'Università di Urbino, dove ha diretto fino al 2006 il corso di laurea specialistica in editoria e giornalismo. Dalla fine del Novecento, in dialogo con altri studiosi – a partire da Alberto Abruzzese –, è uno dei protagonisti in Italia della riflessione mediologica, con fondamenti teorici in Walter Benjamin, Marshall McLuhan, Jurij Lotman, Norbert Elias e altri intellettuali del Novecento, sviluppando in particolare le implicazioni della scienza dei media relative alla letteratura, alla pubblicità, all'editoria e alla comunicazione dei beni culturali. Nel 2006-2008 si è occupato come consigliere ministeriale di università, formazione permanente, e-learning e beni culturali ed è stato membro del Consiglio Superiore dei Beni Culturali. Nel 2008 si è trasferito alla Università "La Sapienza" di Roma, dove è stato titolare degli insegnamenti di Mediologia e Mediologia della letteratura, dell'arte e dello spettacolo. Dal 2009 al 2014 ha progettato e diretto il Centro interdipartimentale di ricerca DigiLab della Sapienza, promuovendo lo sviluppo di tecnologie, metodologie e ambienti digitali per i beni e le attività culturali; vi collaborano ricercatori e tecnici di 14 Dipartimenti delle aree umanistico-sociali e tecnologiche. Ha contribuito alla ideazione e fondazione del Distretto tecnologico dei beni e attività culturali della Regione Lazio (attivo dal 2018), di cui è il coordinatore del consiglio tecnico-scientifico (dal 2021). Ha diretto numerosi progetti di ricerca, in particolare nel campo del digital heritage e del blended learning, tra i quali SDL - Sapienza Digital Library, collane librarie (Mediologie; e-Media books; Nautilus)  e riviste (Mediascapes Journal). Nel 2023-2024 ha diretto la Storia e teoria della serialità, opera in più volumi in collaborazione fra trenta mediologi italiani.

## Opere
- Le Muse e i consigli di fabbrica. Il progetto letterario della "Ronda", Roma, Bulzoni, 1979 (con Angelo Cicchetti)
- La letteratura e il consumo. Un profilo dei generi e dei modelli dell'editoria italiana (1845-1925), in Alberto Asor Rosa (a cura di), Letteratura Italiana Einaudi, II: Produzione e consumo, Torino, Einaudi, 1983
- Editoria, letteratura e comunicazione, in Letteratura Italiana Einaudi. Storia e Geografia, III. L'età contemporanea, Torino, Einaudi, 1989
- Il piacere di Gabriele D'Annunzio, in Letteratura Italiana Einaudi. Le Opere, III.1: L'Ottocento, Torino, Einaudi, 1995
- Introduzione alla sociologia della letteratura. La tradizione, i testi, le nuove teorie, Napoli, Liguori, 1996, 2000
- Il tascabile e i nuovi lettori, in Storia dell'editoria nell'Italia contemporanea, Firenze, Giunti, 1997
- Un secolo di libri. Storia dell'editoria in Italia dall'Unità al postmodermo, Torino, Einaudi, 1999
- Il consumo e le forme letterarie, in Letteratura italiana del Novecento. Bilancio di un secolo, Torino, Einaudi, 2000
- L'editoria, in MediaEvo, Roma, Carocci, 2000, 2005
- La novella barocca: un percorso europeo, in La novella del Seicento, Napoli, Liguori, 2001 (con Donatella Capaldi)
- Italia 1815-1870, in Franco Moretti (a cura di), Il romanzo, III. Storia e geografia, Torino, Einaudi, 2002
- Mutazioni. La letteratura nello spazio dei flussi, Napoli, Liguori, 2004 (a cura di, con Fabio Tarzia)
- L'editoria in Italia. Storia e scenari per il XXI secolo, Napoli, Liguori, 2005
- Analogie. Il medium pubblicità, Napoli, Liguori, 2005 (con Emiliano Laurenzi)
- Per una mediologia conradiana, in Cuore di tenebra 2006, Metafore conradiane: media, corpi e immaginari, Napoli, Liguori, 2006
- Letteratura fluida, Napoli, Liguori, 2007 (a cura di, con Alberto Abruzzese)
- Comunicare la memoria. Le istituzioni culturali europee e la rete, Napoli, Liguori, 2008 (con Donatella Capaldi e Emiliano Ilardi)
- Classici dietro le quinte. Storie di libri e di editori italiani, da Dante a Pasolini, Roma-Bari, Laterza, 2009
- Media and Literary Memory, in Hi-Story, Napoli, Liguori, 2009
- Dal canone al mainstream, la nostra memoria attraverso i libri, in I classici che hanno fatto l'Italia. Per un nuovo canone bio-bibliografico degli autori italiani, Soliera, Giorgio Regnani ed., 2010
- Introduzione a Gabriele D'Annunzio, Il Piacere, Torino, Einaudi, 2010
- L'università delle reti (con Alessio Ceccherelli e Emiliano Ilardi), in "Scuola Democratica", n. 3, 2011
- I cantieri della memoria (a cura di, con Donatella Capaldi e Emiliano Ilardi), Napoli, Liguori, 2011
- Marshall McLuhan, La Galassia Gutenberg. Nascita dell'uomo tipografico. La mente e il vortice, in Mediologia. Una disciplina attraverso i suoi classici, La mente e il vortice, Napoli, Liguori, 2012
- Lo spettacolo della fine. Le catastrofi ambientali nell'immaginario e nei media. URL consultato il 6 settembre 2018 (archiviato dall'url originale il 21 dicembre 2012), (a cura di), Milano, Guerini e Associati, 2012
- Il Castello e le metafore dei media, in Kafka e le metafore dei media, Napoli, Liguori, 2012
- Memorie, in I grandi temi del secolo, dir di Alberto Abruzzese, appendice al Grande Dizionario Enciclopedico, Torino, Utet, 2014
- Per una mediologia della letteratura. McLuhan e gli immaginari, in Tecnologia, immaginazione e forme del narrare, Ed. L. Esposito, E. Piga, A. Ruggiero, "Between", IV. 8 (2014)
- Radici della sociologia dell'immaginario, in "Mediascapes Journal", 4, 2015
- Analogie 3. Il medium pubblicità, Napoli, Liguori, 2015
- Verso la blended education. Riflettendo su mmaginari, media e apprendimento, "Mediascapes Journal" 5, 2015
- Storytelling, beni culturali, turismo esperienziale, a cura di S. Calabrese e G. Ragone, Napoli, Liguori, 2016
- Archetipi della serialità nella letteratura, con D. Capaldi, "Mediascapes Journal", 7, 2016
- Seriale, immersivo, industriale. Il barocco e l’invenzione del melodramma, con D. Capaldi, "Mediascapes Journal" 7, 2016
- Virtualizzazione, storytelling, transluoghi, in Comunicare il museo oggi. Dalle scelte museologiche al digitale. Atti del convegno internazionale di studi, Sapienza Università di Roma, 18-19 febbraio 2016, a cura di Lidia Branchesi, Valter Curzi, Nicolette Mandarano, Genova-Milano, Skira, 2016
- Il museo virtuale, immersivo, partecipativo (e flessibile). Un work in progress, in “Digitalia”, 2016
- Benjamin e il medium romanzo (con D. Capaldi), “Mediascapes Journal”, n. 9, 2017
- Future scenarios for blended learning and quality evaluation with A. Ceccherelli, in Quality in blended learning, ed. by  Giovanni Ragone and Luca Reitano,  Aracne, Canterano-Roma 2018
- Comunicare i patrimoni (con D. Capaldi), in Atti del convegno internazionale “Immaginare la danza. Corpi e visioni nell’era digitale”, Sapienza, Università di Roma, 3-4 dicembre 2015, a cura di Vito Di Bernardi e Letizia Gioia Monda, “Studi di Danza” dell’Associazione Italiana Ricerca sulla Danza, 2018
- I Transversal Skills. Un passaggio obbligato (con D. Capaldi), “Scuola Democratica”, 1/2019: Special Issue: Il viaggio delle competenze (a cura di Luciano Benadusi, Stefano Molina e Assunta Viteritti)
- Per la mediologia della letteratura. Dieci saggi, Aracne ed., Canterano (Roma), 2019
- Soggettività e (nuove) connessioni. Robert Musil e le origini della mediologia(con D. Capaldi), in R. Musil, L’Europa smarrita. Tre saggi sull’illusione della razza e della nazione, introduzione e trad. di A. Ottaviani, Meltemi, Milano 2019
- Media information literacy skills. Media competences in the crisis of the italian educational italian system (con Donatella Capaldi), 14th International Technology, Education and Development Conference, 2nd-4th March, 2020,  Valencia,, INTED2020 Proceedings 2020
- Dialogo nel tempo instabile, con Donatella Capaldi)in “Mediascapes Journal” n.15/2020
- Mediologia e serialità (nella letteratura e oltre), con Donatella Capaldi, in Forme della serialità. Oggi e ieri, a cura di Alice Giannitrapani e Francesco Marrone, Nuovi Quaderni del Circolo semiologico siciliano, n.5, Ed. Museo Pasqualino, Palermo 2020
- Contributi all’Edu-Action, in Andrea Balzola, Edu-Action. 70 tesi su come e perché cambiare i modelli educativi nell’era digitale, Meltemi, Milano 2021
- University 2030: Thinking about a structural change, in Proceedings of the 2nd International Conference of the Journal Scuola Democratica, Reinventing Education, vol. III. Pandemic and Post-Pandemic Space and Time, Associazione “Per Scuola Democratica”, Rome, 2021
- Sulla genesi del medium romanzo, in “H-ermes. Journal of Communication” 20 (2021)
- Apprendere nell'atelier artigiano dei media, in "Sociologia della Comunicazione" 62 (2021)
- L’editoria in quarta generazione (con E. Ilardi), e Breve storia dell’editoria italiana: dalla tipografia alla rete, in Verso l’editoria digitale. Storia, innovazioni e ibridazioni del sistema editoriale in Italia, a cura di E. Ilardi e G. Ragone, Liguori, Napoli 2023
- Serialità e media. Tracce per una teoria, e Archeologie della serialità moderna. Romanzo, melodramma, giornale, in Storia e teoria della serialità, opera diretta da G. Ragone, vol. I, a cura di G. Ragone e F. Tarzia, Dal canto omerico al cinema degli anni Trenta, Meltemi, Milano 2023
- Dello spettacolo e dell’informazione. Introduzione a un’opera “aperta”, in Forme estetiche e società ipermoderna, a cura di Vanni Codeluppi, Meltemi, Milano, 2024, pp. 22-45
- L’immaginario delle Mura (con D. Capaldi), in Le Mura di Roma. Una infrastruttura culturale ed ecologica per la città contemporanea, a cura di Orazio Carpenzano e Alessandra Criconia, Macerata, Quodlibet 2024, pp. 22-37
- .Arti visive e serialità: fenomenologia dell’anti-environment  (con D. Capaldi), in: Storia e teoria della serialità. vol. III - le forme della narrazione contemporanea tra arte, consumi e ambienti artificiali, a cura di Giovanni Boccia Artieri e Giovanni Fiorentino, Meltemi, Milano  2024, pp. 295-338.